# Râul Drin
Drin sau Drim (/driːn/;  în albaneză Drin pronunție în albaneză [dɾin] sau Drini pronunție în albaneză [ˈdɾini]; în macedoneană Дрим, transliterat: Drim) este un râu din sudul și sud-estul Europei, cu două brațe, unul care se varsă în Marea Adriatică și celălalt în râul Buna (sau Bojana). Zona sa hidrografică se întinde în Albania, Kosovo, Grecia, Muntenegru și Macedonia de Nord. Râul și afluenții săi formează Golful Drin, un bazin oceanic care înconjoară litoralul nordic albanez al Mării Adriatice. 
Cu 335 km lungime, Drin este cel mai lung râu al Albaniei, cu 285 km prin Albania și restul prin Kosovo și Macedonia de Nord. Începe de la confluența celor doi afluenți, respectiv Drinul Negru și Drinul Alb. Curge din zona montană nordică, apoi merge spre vest prin Alpii albanezi (Prokletije) și regiunea montană Dukagjin și, în cele din urmă, curge în Marea Adriatică, între orașele Shëngjin și Durrës. Numeroase lacuri și lacuri artificiale sunt formate de râu sau se scurg în el, cum ar fi Lacul Fierza și Lacul Koman. 
Situat în Peninsula Balcanică, la intersecția Europei și Asiei, climatul și topografia variată a bazinului hidrografic au creat o diversitate a florei și faunei. În plus, este una dintre cele mai importante regiuni din Europa cu un nivel ridicat al biodiversității care este amenințată de activitatea umană. Delta Drinului este clasificată ca o zonă importantă de conservare a păsărilor, cu importanță internațională, desemnată în conformitate cu Convenția BirdLife International.

## Prezentare generală
Râul Drin își are originea în apropierea orașului Kukës, în nord-estul Albaniei, la confluența râurilor Drinul Negru și Drinul Alb. Apoi curge spre vest aproximativ 335 km trecând prin Alpii albanezi și Fierzë, apoi ajunge în regiunea montană Dukagjini, după care curge spre sud, prin Apripë e Gurit, Toplanë, Dushman, Koman, Vjerdhë Mazrrek, Rragam și Pale Lalej. La Vau i Dejës, acesta intră în Câmpia joasă Shkodër (Scutari) și se împarte în două brațe. Un braț se varsă în Golful Drin în Marea Adriatică la sud-vest de Lezhë, formând Gura Drinului (în albaneză Gryk' e Drinit). Celălalt braț se golește în râul Bojana, lângă Castelul Rozafa. 

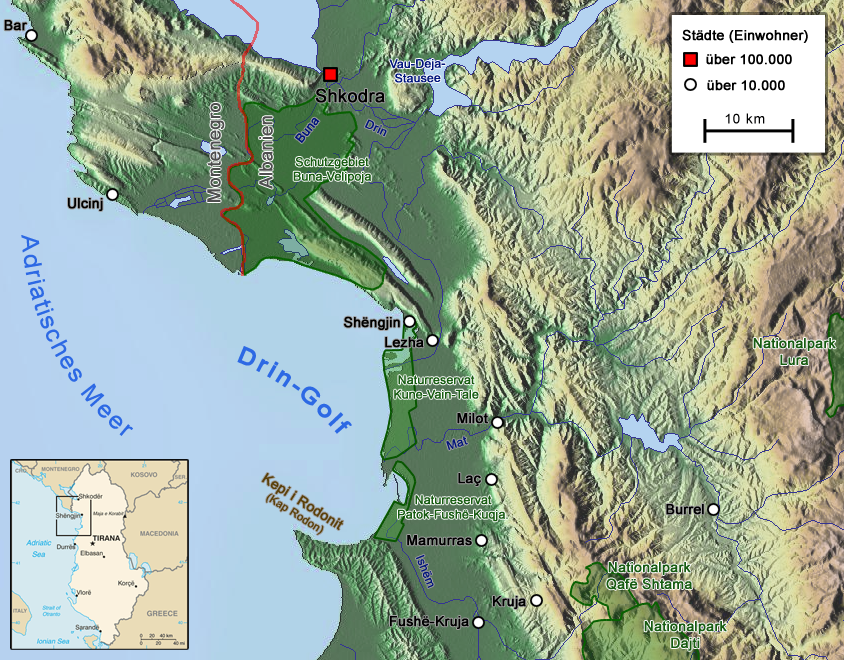
Golful Drinului

Măsurat de la  izvorul râului  Drinul Alb, lungimea totală a râurilor este de 335 kilometri (208 mi), devenind astfel cel mai lung râu din Albania. Drinul Negru curge din lacul Ohrida lângă Struga și curge prin estul Albaniei și vestul Macedoniei de Nord. Drinul Alb curge din muntele Zhleb, la nord de orașul Pejë din regiunea Dukagjin din Kosovo, și curge de acolo până în Albania.
Bazinul hidrografic cuprinde sub-bazinele transfrontaliere ale Lacului Shkodër sau Scutari (cel mai mare lac din sudul Europei), Lacul Ohrida (unul dintre cele mai vechi lacuri din lume),  Lacul Prespa și Micul Lac Prespa și, de asemenea, afluenții, și anume Drinul Negru, Drinul Alb și râul Buna (sau Bojana). Aceste sub-bazine și toți afluenții adăpostesc numeroase specii de mamifere, plante vasculare, insecte, amfibieni, pești și păsări. 
Drinul este extrem de important pentru economia albaneză, în special pentru producția sa de energie electrică. Patru hidrocentrale produc cea mai mare parte a energiei electrice din Albania (peste 1200 MW). Lacul artificial Fierza (în albaneză: Liqeni i Fierzës ) creat de barajul de la Fierzë este cel mai mare lac artificial din Albania cu o suprafață de 73  km². Al doilea mare lac artificial este, de asemenea, construit pe acest râu, Lacul Vau i Dejës (în albaneză Liqeni i Vaut të Dejës) care are o suprafață de 25  km². Construcția centralei de la Fierza a provocat unele controverse în anii 1980. Fără a ajunge la vreun acord, guvernul albanez a ordonat să fie umplut lacul cu apă, ceea ce a dus la inundația unor zone de frontieră din Kosovo, atunci parte a Iugoslaviei. Guvernul iugoslav a protestat, dar nu s-a ajuns la nicio soluție. Astfel, astăzi, Lacul Fierza este împărțit între Albania și Kosovo.

## Istorie
Numele antic al râului era Drilon; valea sa inferioară a fost locuită de tribul de iliri denumit Encheli (sau Enchelei), al cărui teritoriu s-a răspândit prin Drinul Negru până la sursa sa de la Ohrida.